# Karl Brandt (zoologo)
Karl Brandt (Schönebeck, 23 maggio 1854 – Kiel, 7 gennaio 1931) è stato uno zoologo tedesco.

## Biografia
Studiò scienze naturali a Berlino, conseguendo il dottorato nel 1877 presso l'Università di Halle. Dopo la laurea fu assistente di Emil Du Bois-Reymond (1818-1896) presso l'istituto fisiologico dell'Università di Berlino. Dal 1882 al 1885 lavorò presso la stazione zoologica di Napoli e nel 1885 ottenne la sua abilitazione presso l'Università di Königsberg sotto la direzione di Carl Chun (1852-1914).
Dal 1888 fu professore di zoologia presso l'Università di Kiel, dove fu anche direttore dell'istituto zoologico e del museo. Inoltre, dal 1887 al 1913 insegnò lezioni presso l'Accademia navale imperiale tedesca. Nel 1922 Brandt divenne professore emerito e nel 1924 fu nominato presidente del Preußischen wissenschaftlichen Kommission zur Untersuchung der deutschen Meere.
È meglio conosciuto per la sua ricerca sui composti azotati e di fosforo. Ha anche contribuito nei suoi studi morfologici e sistematici di radiolaritmi e tintinnidi. Nel 1889 partecipò alla Plankton-Expedition sotto la direzione di Victor Hensen (1835-1924). Dalla spedizione Brandt introdusse nuove idee sull'adattamento e la propagazione per quanto riguarda la vita del mare profondo.

## Opere
- Über die biologischen Untersuchungen der Plankton-Expedition. In: Naturwissenschaftliche Rundschau 5, 1890.
- Der Stoffhaushalt im Meere. Schweizerbart, Stuttgart 1933, (Handbuch der Seefischerei Nordeuropas, Volume 1, Issue 6) 112–114, con Johannes Reibisch (1868– ).
- Nordisches Plankton, eight volumes, Lipsius und Tischer, Kiel und Leipzig 1901–1942, (Brandt con Carl Apstein editori).